# Flugunfall der Curtiss C-46 PP-LDL der VASP
Der Flugunfall der Curtiss C-46 PP-LDL der VASP ereignete sich am 26. März 1964. An diesem Tag verunfallte eine Curtiss C-46D-15-CU der Viação Aérea São Paulo, die sich auf einem Testflug vom Flughafen Rio de Janeiro-Santos Dumont zum Flughafen Rio de Janeiro-Galeão befand, nachdem es im Flug zu einem Brand von Triebwerk Nr. 2 (rechts) gekommen war. Das Feuer schwächte die Flugzeugstruktur, woraufhin die Struktur der Maschine versagte und die Curtiss in die Guanabara-Bucht stürzte. Bei dem Unfall starben alle drei Insassen.

## Maschine
Das Flugzeug war eine Curtiss C-46D-15-CU, die im Jahr 1945 im Werk von Curtiss-Wright in Buffalo, New York endmontiert worden war. Sie war während des Zweiten Weltkriegs mit der Werknummer 33467, der Modellseriennummer CU2003 und dem militärischen Luftfahrzeugkennzeichen 44-78071 an die United States Army Air Forces (USAAF) ausgeliefert worden. Nach dem Zweiten Weltkrieg wurde sie als Überbestand der USAAF kategorisiert, ausgeflottet und im Jahr 1946 durch die Reconstruction Finance Corporation übernommen. Ab dem Jahr 1948 betrieb die United Aviation Services die Maschine mit dem Kennzeichen N1386V. Im Jahr 1949 wurde die Maschine nach Brasilien exportiert und wurde zunächst mit dem Luftfahrzeugkennzeichen PP-ATI durch die Linha Aerea Transcontinentale Brasileira betrieben. Ab dem Jahr 1951 war die Maschine dann mit dem Kennzeichen PP-LDL für die Lóide Aéreo Nacional im Betrieb. Die VARIG übernahm die Maschine im Jahr 1962. Das zweimotorige Mittelstreckenflugzeug war mit zwei 18-Zylinder-Doppelsternmotoren des Typs Pratt & Whitney R-2800-75 Double Wasp ausgestattet.

## Passagiere und Besatzung
Auf dem Trainingsflug vom Flughafen Rio de Janeiro-Santos Dumont zum Flughafen Rio de Janeiro-Galeão befand sich lediglich eine dreiköpfige Besatzung an Bord der Maschine.

## Unfallhergang
Kurz nach dem Start, im Anfangssteigflug, informierte die Besatzung die Flugsicherung, dass das rechte Triebwerk in Brand geraten sei, und holte eine Freigabe für die Rückkehr zum Flughafen und eine Notlandung ein. Die Besatzung war nicht in der Lage, den Brand mithilfe der Triebwerkslöschanlage zu löschen, brachte daraufhin den Propeller in die Segelstellung und ließ die Maschine sinken. Über der Guanabara-Bucht brach die rechte Tragfläche aufgrund einer brandbedingten Schwächung der Flugzeugstruktur. Die Maschine geriet daraufhin außer Kontrolle und stürzte in die Guanabara-Bucht. Sie wurde dabei zerstört, alle drei Besatzungsmitglieder wurden getötet.

## Ursache
Die Ursache des Brandes konnte nie geklärt werden.